# Группа советских военных специалистов на Кубе
Группа советских (российских) военных специалистов на Кубе (ГС(Р)ВСК) — соединение Вооружённых сил СССР и Вооружённых сил РФ, дислоцировавшееся на территории Республики Куба в повышенной степени боевой готовности.
Штаб-квартира ГСВСК — район Коли, город Гавана.

## История
В 1962 году, для выполнения секретной операции по размещению баллистических ракет средней дальности на Кубе под кодовым названием «Ана́дырь», была создана Группа советских войск на Кубе (ГСВК). После окончания Карибского кризиса переименована в Группу советских военных специалистов на Кубе (ГСВСК). 29 мая 1963 года было подписано соглашение между СССР и республикой Куба об оставлении на острове символического контингента советских войск — мотострелковой бригады. Прибывший на Кубу отдельный ракетный дивизион в составе 400-го отдельного мотострелкового полка по меморандуму командующего ГСВК от 8 сентября 1962 года переименован в 43-й отдельный мотострелковый полк, на базе которого уже 12 сентября 1962 года была создана 7-я отдельная мотострелковая бригада как основа Группы советских военных специалистов на Кубе. Все военнослужащие или как было принято — военные специалисты, подчинялись старшему Группы, который являлся одновременно старшим военным специалистом при Министерстве Революционных Сил и главным военным советником республики Куба. Присутствие на острове советских военных не афишировалось, а смена личного состава производилась в строго конфиденциальном порядке вплоть до официального признания наличия военных на Кубе осенью 1979 года.
После Карибского кризиса, ЦРУ проинформировало конгресс США о наличии советских военных на Кубе, но определить статус их присутствия на острове было проблематично. Само существование ГСВСК имело больше символическое и политическое значение, чем военное. Но вместе с тем это присутствие подрывало авторитет США. Для самих же кубинцев присутствие на острове Свободы советских солдат выражало дружбу и солидарность советского и кубинского народов перед лицом возможной агрессии.
В сентябре 1979 года, в ходе VI конференции глав правительств и государств Движения неприсоединения в Гаване, США в очередной раз негативно высказались в отношении советской мотострелковой бригады, находящейся на Кубе. Тогда же советское руководство во главе с Л. И. Брежневым, не посоветовавшись с кубинским руководством, официально назвало эту бригаду учебным центром по подготовке кубинских военных специалистов. Такое решение имело на Кубе серьезный политический резонанс.
Воротников В. И., в 1979 году — чрезвычайный и полномочный посол СССР в Республике Куба, пишет в своих воспоминаниях:

 Принято решение — получить согласие кубинцев на такой вариант, что мы совместно подтверждаем наличие на Кубе советских военных в составе «Учебного центра № 12», а никакой «бригады» здесь нет. И задача центра только обучение кубинских военных. 
В сентябре 1979 года бригада была официально представлена как 12-й учебный центр.
Младшие военные специалисты для Группы проходили подготовку в учебных частях и подразделениях Ленинградского военного округа.
В октябре 1991 года российское руководство приняло решение о выводе бригады, численностью 1500 человек.

## Состав
- управление
- 7-я отдельная мотострелковая бригада — 12-й учебный центр, место дислокации Нарокко, в 18 км от Гаваны
  - 1963 г. — 1978 г.:
    - 4-й отдельный мотострелковый батальон
    - 20-й отдельный мотострелковый батальон
    - 5-й отдельный танковый батальон
    - Батальон боевого обеспечения
    - Отдельный реактивный дивизион
    - Ракетный дивизион (до 1970 г.), впоследствии отдельная зенитная батарея управления бригады

  - 1978 г. — 1993 г.:
    - 3-й отдельный мотострелковый батальон, в/ч пп 55554
    - 4-й отдельный мотострелковый батальон, в/ч пп 75380 (расформирован в октябре 1991 г, л/с полностью выведен в феврале 1992 г)
    - 20-й отдельный мотострелковый батальон, в/ч пп 89563 (дислокация — Торренс)
    - 5-й отдельный танковый батальон, в/ч пп 89406
    - Отдельный реактивный дивизион, в/ч пп 57212
    - Разведывательная рота управления бригады
    - Инженерно-сапёрная рота управления бригады (дислокация — Торренс)
    - Рота связи управления бригады
    - Рота материального обеспечения управления бригады
    - Медицинская рота управления бригады
    - Взвод ПВО управления бригады
    - Взвод химической защиты управления бригады
    - Комендантский взвод управления бригады
    - Отдельная зенитная батарея (впоследствии ЗРАБ) управления бригады

В конце 1981 года был сформирован 42-й отдельный артиллерийский дивизион, в/ч пп 49542 (дислокация — Торренс)
- Узлы связи
  - «Пальма», в/ч пп 54234 — В, РЭЦ Лурдес ОСНАЗ, 6-й отдел ГРУ, (дислокация — Торренс)
  - «Платан», в/ч пп 90588 — Ф, ЦМРО ВМФ (дислокация — Торренс)
  - «Восток», в/ч пп 54234 — Ф, ЦМРО ВМФ (дислокация — Никаро)
  - «Орбита», РЭР КГБ СССР (дислокация — Торренс)
  - «Чайка», ГШ МО (дислокация — Касабланка, Гавана)
  - «Сосна», ГШ МО (дислокация до 1981 г. — Торренс)
  - «Барка», ГШ МО (дислокация до 1981 г. — Торренс)
  - «Каньон», ВМФ (дислокация до 1981 г. — Торренс, с 1982 г. — Нарокко)
  - «Финиш», ГШ МО (дислокация — Нарокко)
  - «Ангел», ГШ МО (дислокация — Эль-Габриэль)
  - «Прибой», ВМФ (дислокация — Эль-Габриэль)
  - «Астра», ГРУ ГШ (дислокация — Нарокко)

## Главные военные советники
- генерал-майор А. Дементьев (1962—1964)
- генерал-лейтенант И. Шкадов (1964—1967)
- генерал-лейтенант И. Биченко (1967—1970)
- генерал-лейтенант Д. Крутских (1970—1974)
- генерал-лейтенант И. Вербицкий (1974—1976)
- генерал-лейтенант С. Кривоплясов (1976—1981)
- генерал-полковник В. Кончиц (1981—1985)
- генерал-полковник А. Зайцев (1985—1990)
- генерал-полковник Г. Бессмертный (1990—1992)[4]

## Командиры 7 омсбр
- Генерал-майор Токмачев (1963—1964)
- Полковник И. И. Кауркин (1965—1967)
- Полковник В. Серых (1968—1969)
- Полковник Дегтярь (1970—1972)
- Полковник Алексеенко (1972—1974)]
- Полковник Ивахненко (1974—1976)
- Полковник Шевченко (1976—1978)
- Полковник Б. Н. Гавриков (1978—1980)
- Полковник А. В. Лопата (1980—1982)
- Полковник В. А. Ходневич (1982—1983) исполняющий обязанности
- Полковник В. Высоков (1983—1985)
- Полковник А. Затынайко (1985—1987)
- Полковник Меркурьев (1987—1989)
- Полковник Н. Петрук (1989—1991)
- Полковник В. Н. Бибиков (1991—1993)[5]

## Полигоны
- Алькисар. Проводились учебные стрельбы мотострелками и танкистами.
- Мариэль. Проводились учебные стрельбы зенитчиками и миномётчиками.
- Канделярия. Проводились в основном тактические учения.

## Память
- Ветераны Группы советских военных специалистов на Кубе называют себя кубашами.
- 12 сентября 2013 года на территории мемориального комплекса 412-й береговой батареи в посёлке Черноморском Коминтерновского района Одесской области был открыт памятный обелиск воинам-интернационалистам, защищавшим Кубу[6].